# Samisk film
Samisk film, det vill säga film på de samiska språken, oftast av samiska regissörer och ofta inspelade i Sápmi, är en förhållandevis ung företeelse. Den första långfilmen var Vägvisaren från 1987 i regi av Nils Gaup.
Flera samiska filmer är flerspråkiga, som Sameblod från 2016 i regi av den sydsamiska regissören Amanda Kernell, där det både talas svenska och samiska.
Internationella samiska filminstitutet (ISFI) grundades 2007 under namnet International Sámi Film Centre i Kautokeino i Norge och ska främja samisk filmverksamhet, i första hand TV-serier, dokumentärfilmer, kortfilmer och barnfilmer.
Intresset för och produktionen av samisk film har ökat mycket under 2000-talet. År 2017 var temat för Göteborgs filmfestival samisk film, där det presenterades 14 samiska filmer och Kernells Sameblod tilldelades priset för Bästa nordiska film.
Även internationellt finns det ett intresse av att producera samisk film. Walt Disney Animated Studios Frost 2 från 2019 var inspirerad av samisk kultur och gavs ut i en dubbad version på nordsamiska, och 2023 håller den första samiska filmproduktionen för Netflix på att göras, vilken bygger på Ann-Helén Laestadius roman Stöld.
Utöver spelfilm produceras det även uppmärksammade samiska dokumentärfilmer, som exempelvis Suvi Wests Eatnameamet – Vår tysta kamp från 2021 och Historjá från 2022, om den samiska konstnärinnan Brita Marakatt-Labba, som prisades med Guldbagge för bästa dokumentärfilm och för bästa originalmusik.

## Exempel på samisk film
- Vägvisaren (1987). Regi: Nils Gaup
- Minister på villovägar (1997). Regi: Paul Anders Simma
- Kautokeinoupproret (2008). Regi: Nils Gaup
- Jojk (2014). Regi: Maj-Lis Skaltje
- Aurora keeps an eye on you (2015). Regi: Sara Margrethe Oskal
- Kaisas enchanted forest (2016). Regi: Katja Gauriloff
- This year is not last year´s brother (2016). Regi: Maj-Lis Eira
- I will always love you, Kingen (2016). Regi: Amanda Kernell
- Sameblod (2016). Regi: Amanda Kernell
- Sparrooabbán (2016). Regi: Suvi West
- Solens son (2017). Regi: Gunilla Bresky
- Vulkan (2017). Regi: Ann Holmgren
- The Fire (2017). Regi: Liselotte Wajstedt
- Eatnameamet (2021). Regi: Suvi West
- Historjá (2022). Regi: Thomas Jackson